# Newyorški kino (Hopper)
Newyorški kino (angleško New York Movie) je slika olje na platnu ameriškega slikarja Edwarda Hopperja. Slikanje se je začelo decembra 1938 in končalo januarja 1939. Newyorški kino z merami 81,9 x 101,9 cm prikazuje skoraj prazno kinodvorano, ki jo zaseda nekaj razpršenih gledalcev in zamišljena voditeljica, izgubljena v svojih mislih. Hvaljen zaradi briljantne upodobitve več svetlobnih virov je Newyorški kino eno od Hopperjevih dobro cenjenih del.

## Navdih
Newyorški kino je sestavljena slika, kar pomeni, da združuje več ločenih virov v eno samo delo. Tako kot pri mnogih njegovih slikah je tudi Josephine Hopper, sama po sebi slavna slikarka leta pred poroko s Hopperjem, služila kot muza za Newyorški kino, ko je pozirala pod svetilko v veži njegovega stanovanja. Kot pri mnogih drugih njegovih delih je tudi Hopper ni poskušal naslikati z očitno spolno privlačnostjo, saj je upal, da bo s svojim delom naslikal ženske s popolno poštenostjo do njihovega položaja, tako zunanjosti kot notranjosti. Nekateri trdijo, da je film Newyorški kino dvojnik Bar v Folies-Bergère Édouarda Maneta iz leta 1882, pri čemer je vratarica sodobna predstavitev natakarice.
Medtem ko je gledališče, prikazano v Newyorškem kinu, v celoti zasnoval on, je Hopper črpal navdih v gledališču Palace Theatre (New York), gledališču Lunt-Fontanne (takrat znanem kot gledališče Globe), gledališču Republic (danes znanem kot New Victory Theatre in Strand Theatre (Manhattan), ki je naredil več kot petdeset skic gledališč, preden je začel projekt bi ostal v gledališču ves dan. Kljub njegovemu navdušenju nad filmom, Newyorški kino sam prikazuje osamljenost in melanholijo, čeprav so gledališča takrat sprejela do tisoče. Poleg tega nekateri kritiki trdijo, da se je vratarica izgubila v svoji domišljiji le zaradi njene ločitve od filma, ki se trenutno predvaja, kar je bila zvijača proti občinstvu tistega obdobja in da njena ločitev vzbuja sočutje pri gledalcu. Drugi trdijo, da so 'Newyorški kino in druge slike mestnega življenja Hopperjeva oda toplini in vzdržljivosti človeškega duha sredi razčlovečenega obstoja, ki je množično življenje. Hopper je prav tako črpal navdih iz Edgarja Degasa - posebej Interier - v smislu kompozicije osvetlitve kot tudi splošne nočne narave dela.
- Édouard Manet: Bar v Folies-Bergère (1882)
- Edgar Degas: Intérieur (1868/1869)

## Identifikacija filma
Kljub dejstvu, da sam film na sliki ni natančno znan, je Hopperjeva žena in slikarska kolegica Josephine Hopper v svojih zapiskih o Newyorškem kinu zapisala, da slika predstavlja delčke zasneženih gora. Umetnostna zgodovinarka Teresa A. Carbone trdi, da je priljubljeni film Lost Horizon (1937) najverjetnejša možnost, saj je »posnetek zasneženih Himalijskih vrhov« v filmu močno prikazan.

## Zgodovina razstave
Slika Newyorški kino je bila obešena tako v Muzeju moderne umetnosti kot v Muzeju ameriške umetnosti Whitney kot del več velikih razstav Edwarda Hopperja, za katere skrbi kustosinja njegove zapuščine, Gail Levin. »Edward Hopper: Umetnost in umetnik« je bila razstava umetnikovih del, vključno Newyorški kino, ki se je začela v Whitneyju in potovala v galerijo Hayward v Londonu, muzej Stedelijk v Amsterdamu, Städtische Kunsthalle v Düsseldorfu, The Art Inštitut v Chicagu in Muzej moderne umetnosti v San Franciscu. Slika Newyorški kino je bila vključena tudi v retrospektive Edwarda Hopperja v Whitneyju, Art Institute of Chicago, Detroit Institute of Arts in St. Louis Art Museum.
Z anonimno donacijo je New York Movie trenutno na ogled v galerijah Alfreda H. Barra, Jr. v Muzeju moderne umetnosti.

## V popularni kulturi
Newyorški kino je vplival tako na področju poezije kot filma.
Kar zadeva poezijo, so številni pesniki za svoja dela uporabili Hopperjevo portretno zabavo in refleksivno naravo vratarice. Ameriški pesnik Joseph Stanton je v svoji zbirki poezije Imaginary Museum: Poems on Art napisal pesem z naslovom Newyorški kino Edwarda Hopperja. Gerald Locklin, angleški pesnik in profesor na California State University, je prav tako napisal pesem z naslovom Edward Hopper; newyorški kino, 1939. Nedavno je pesnik Jacks DeWitt leta 2012 objavil pesem z naslovom Hopper: Newyorški kino.
Slika je posebej znana po svojih sencah in uporabi razsvetljave, tako kot mnoga njegova dela pa naj bi tudi Newyorški kino služil kot navdih za številne filme noir in filme, ki prikazujejo žensko izolacijo. Sam Mendes se posebej sklicuje na Newyorški kino Edwarda Hopperja v svojem filmu Road to Perdition, pri čemer ugotavlja, da je osvetlitev prizora vir poezije v sliki, in trdi, da sta osamljenost in zapuščenost, ki izhajata iz delne nejasnosti njenega obraza, navdih za film. Film Quentina Tarantina Inglourious Basterds iz leta 2009 ima prizor, kjer junakinja Shosanna stoji v praznem preddverju v senčni svetlobi; način, kako položi roko na brado, spominja na Hopperjevo sliko. Fat City (1972) je bil še en film, na katerega je vplival Newyorški kino, saj je produkcijski oblikovalec Richard Sylbert uporabil sliko skupaj s Ponočnjaki za barvno shemo filma.